# Народна република Корея
Народна република Корея (НРК) е временно правителство, организирано с цел да поеме контрола върху Корея, малко след капитулацията на Япония в края на Втората световна война. То функционира като правителство от края на август до началото на септември 1945 г., докато военното правителство на Съединените щати в Корея е създадено в южната част на Корейския полуостров. След това оперира неофициално и в опозиция на Военното правителство на армията на Съединените щати, докато насилствено се разпуска през януари 1946 г.

## Създаване
Имперските японски колониални власти искат да бъде създадено правителство, което да гарантира безопасността на лицата и имуществото им след приключването на окупацията. Под ръководството на Лин Вон-Хюн, новосъздаденият комитет за подготовка на корейската независимост (КПКН) организира нарочни комисии в цялата страна, за да координира прехода към независимостта. На 28 август 1945 г. КПКН обявява, че ще функционира като временно национално правителство на Корея. На 12 септември активистите на КПКН се събират в Сеул и създават НРК.

## Програма
Програмата на НРК е представена от двадесет и седем точки от 14 септември. Програмата включва: "конфискация без компенсация на земите, притежавани от японците и сътрудниците им, безплатно раздаване на тази земя на селяните, ограничения на наемите върху неразпределената земя, национализация на такива големи индустрии като минното дело, транспорта, банковото дело и комуникациите, надзор над малките и средните предприятия, ... гарантирани основни човешки права и свободи, включително реч, преса, вяра, всеобщо избирателно право за възрастни на възраст над осемнадесет, равенство за жените, реформи в трудовото право, минимална заплата и забрана на детския труд и "установяване на близки отношения със Съединените щати, СССР, Англия и Китай и противопоставяне на каквито и да било чужди влияния да се намесват във вътрешните работи на държавата."

## Развитие на Север
Когато съветските войници влизат в Пхенян на 24 август 1945 г., те заварват там местен народен комитет, воден от ветеран християнски националист Чо Ман-сик. За разлика от американските им колеги, съветските власти признават и работят с народните комитети. Според някои изказвания Ман-сик е първият избор на съветското правителство да ръководи Северна Корея.
През декември 1945 г. на Московската конференция, Съветският съюз се съгласява с предложение на САЩ за подялба на Корея за период от пет години в посока към независимост. Повечето корейци незабавно искат независимост, но Ким и другите комунисти подкрепят решението под натиска на съветското правителство. Чо Ман-сик се противопоставя на предложението на публична среща на 4 януари 1946 г. и е под домашен арест. На 8 февруари 1946 г. народните комисии са реорганизирани като временни народни комитети, доминирани от комунистите. Новият режим въвежда популярните политики за преразпределение на земите, национализация на индустрията, реформа на трудовото право и равенство за жените.
След неуспеха на преговорите за обединение, Корейската народнодемократична република (КНДР) е обявена на 9 септември 1948 г., като Ким Ир Сен е премиер.

## Развитие на юг
Малко след американското дебаркиране през септември 1945 г. новото военно правителство на Съединените щати в Корея, контролира полуострова на юг от 38-ия паралел, премахва правителството на НРК с военен декрет, главно поради подозрения, че е комунистическо. Някои местни звена на Народната република остават активни в региона Йеола и особено в остров Джеджу, където тяхното присъствие, заедно с мародерски антикомунистически младежки банди, допринася за напрежението, което се случва след събитията, известни като клането в Джеджу.
В началото на ноември е създаден Националният съвет на корейските профсъюзи и неговата подкрепа и програма за НРК.